# Mountain View (Missouri)
Pour les articles homonymes, voir Mountain View.
La ville de Mountain View est située dans le comté de Howell, dans l’État du Missouri, aux États-Unis. Sa population s’élevait à 2 719 habitants lors du recensement de 2010, estimée à 2 655 habitants en 2017.

## Histoire
Mountain View a été établie en 1888 et nommée d’après la vue panoramique qu’offre le site. Un bureau de poste du nom de Mountain a ouvert en 1879.

## Démographie
| Groupe            | Mountain View | Missouri | États-Unis |
| ----------------- | ------------- | -------- | ---------- |
| Blancs            | 97,6          | 82,8     | 72,4       |
| Métis             | 1,2           | 2,1      | 2,9        |
| Amérindiens       | 0,5           | 0,5      | 0,9        |
| Autres            | 0,4           | 13,1     | 18,8       |
| Asiatiques        | 0,3           | 1,6      | 4,8        |
| Total             | 100           | 100      | 100        |
|                   |               |          |            |
| Latino-Américains | 1,8           | 3,6      | 16,4       |

Selon l'American Community Survey, pour la période 2011-2015, 99,72 % de la population âgée de plus de 5 ans déclare parler l'anglais à la maison et 0,28 % l’espagnol.

## Source
- (en) Cet article est partiellement ou en totalité issu de l’article de Wikipédia en anglais intitulé « Mountain View, Missouri » (voir la liste des auteurs).

1. ↑  « Howell County Place Names, 1928–1945 (archived) » [archive du 24 juin 2016], The State Historical Society of Missouri (consulté le 10 octobre 2016).
2. ↑  « Post Offices », Jim Forte Postal History (consulté le 10 octobre 2016).
3. ↑  (en) « Mountain View, MO Population - Census 2010 and 2000 », sur censusviewer.com.
4. ↑  (en) « Population of Missouri - Census 2010 and 2000 », sur censusviewer.com.
5. ↑  (en) « Language spoken at home by ability to speak English for the population 5 years and over », sur factfinder.census.gov (consulté le 20 mars 2017).